# Chelsea FC in het seizoen 2016/17
Dit artikel beschrijft de prestaties van de Engelse voetbalclub Chelsea FC in het seizoen 2016–2017.

## Selectie
| Nr.           | Naam               | Nationaliteit    | Geboortedatum | Vorige club         |
| ------------- | ------------------ | ---------------- | ------------- | ------------------- |
| Keepers       |                    |                  |               |                     |
| 1             | Asmir Begović      | Bosnië en Her.   | 20-06-1987    | Stoke City          |
| 13            | Thibaut Courtois   | België           | 11-05-1992    | Atlético Madrid     |
| 37            | Eduardo            | Portugal         | 19-09-1982    | Dinamo Zagreb       |
| Verdedigers   |                    |                  |               |                     |
| 3             | Marcos Alonso      | Spanje           | 28-12-1990    | Fiorentina          |
| 5             | Kurt Zouma         | Frankrijk        | 27-10-1994    | AS Saint-Étienne    |
| 20            | Matt Miazga        | Verenigde Staten | 19-07-1995    | NY Red Bulls        |
| 24            | Gary Cahill        | Engeland         | 19-12-1985    | Bolton Wanderers    |
| 26            | John Terry         | Engeland         | 07-12-1980    | /                   |
| 28            | César Azpilicueta  | Spanje           | 28-08-1989    | Olympique Marseille |
| 29            | Nathaniel Chalobah | Engeland         | 12-12-1994    | Napoli              |
| 30            | David Luiz         | Brazilië         | 22-04-1987    | Paris Saint-Germain |
| 33            | Fikayo Tomori      | Canada           | 19-12-1997    | /                   |
| 34            | Ola Aina           | Engeland         | 08-10-1996    | /                   |
| Middenvelders |                    |                  |               |                     |
| 4             | Cesc Fàbregas      | Spanje           | 04-05-1987    | FC Barcelona        |
| 7             | N'Golo Kanté       | Frankrijk        | 29-03-1991    | Leicester City      |
| 10            | Eden Hazard        | België           | 07-01-1991    | Lille               |
| 12            | John Obi Mikel     | Nigeria          | 22-04-1987    | Lyn                 |
| 14            | Ruben Loftus-Cheek | Engeland         | 23-01-1996    | /                   |
| 15            | Victor Moses       | Nigeria          | 12-12-1990    | West Ham United     |
| 21            | Nemanja Matić      | Servië           | 01-08-1988    | Benfica             |
| 22            | Willian            | Brazilië         | 09-08-1988    | Anzji Machatsjkala  |
| 29            | Nathaniel Chalobah | Engeland         | 12-12-1994    | /                   |
| Aanvallers    |                    |                  |               |                     |
| 11            | Pedro              | Spanje           | 28-07-1987    | FC Barcelona        |
| 19            | Diego Costa        | Spanje           | 07-10-1988    | Atlético Madrid     |
| 23            | Michy Batshuayi    | België           | 02-10-1993    | Olympique Marseille |

- = Aanvoerder

### Technische staf
|                 |                      |               |
| Functie         | Naam                 | Nationaliteit |
| Coach           | Antonio Conte (foto) | Italië        |
| Assistent-coach | Steve Holland        | Engeland      |
| Assistent-coach | Angelo Alessio       | Italië        |
| Assistent-coach | Gianluca Conte       | Italië        |
| Fitness coach   | Paolo Bertelli       | Italië        |
| Fitness coach   | Julio Tous           | Spanje        |
| Fitness coach   | Chris Jones          | Engeland      |
| Keeperstrainer  | Gianluca Spinelli    | Italië        |

## Resultaten
Een overzicht van de competities waaraan Chelsea in het seizoen 2016-2017 deelnam.
| Premier League | FA Cup              | League Cup |
| -------------- | ------------------- | ---------- |
|                |                     |            |
| Kampioen       | Verliezend finalist | 1/8 finale |

## Uitrustingen
Shirtsponsor(s): Yokohama Tyres

Sportmerk: adidas
| Thuis | Uit | Alternatief | Doelman | Doelman |

## Transfers

### Zomer
| Naam                  | Nationaliteit    | Van/naar            | Prijs         |
| --------------------- | ---------------- | ------------------- | ------------- |
| Inkomend              |                  |                     |               |
| Michy Batshuayi       | België           | Olympique Marseille | € 40.000.000  |
| N'Golo Kanté          | Frankrijk        | Leicester City      | € 36.000.000  |
| Marcos Alonso         | Spanje           | Fiorentina          | € 25.000.000  |
| David Luiz            | Brazilië         | Paris Saint-Germain | € 37.600.000  |
| Juan Familia-Castillo | Nederland        | Ajax                | Transfervrij  |
| Charlie Brown         | Engeland         | Ipswich Town        | Transfervrij  |
| Eduardo               | Portugal         | Dinamo Zagreb       | Transfervrij  |
| TOTAAL UITGAVEN:      | TOTAAL UITGAVEN: | TOTAAL UITGAVEN:    | € 138.600.000 |
| Uitgaand              |                  |                     |               |
| Mohamed Salah         | Egypte           | AS Roma             | € 16.800.000  |
| Papy Djilobodji       | Senegal          | Sunderland          | € 9.200.000   |
| Stipe Perica          | Kroatië          | Udinese             | € 4.000.000   |
| Radamel Falcao        | Colombia         | AS Monaco           | Einde huur    |
| Alexandre Pato        | Brazilië         | Corinthians         | Einde huur    |
| Reece Mitchell        | Engeland         | Chesterfield FC     | Transfervrij  |
| Shabazz Omefe         | Engeland         | Bristol City        | Transfervrij  |
| John Swift            | Engeland         | Reading FC          | Transfervrij  |
| Marco Amelia          | Italië           |                     | Transfervrij  |
| Kevin Wright          | Engeland         |                     | Transfervrij  |
| TOTAAL INKOMEN:       | TOTAAL INKOMEN:  | TOTAAL INKOMEN:     | € 30.000.000  |

### Verhuurde spelers
| Naam                | Nationaliteit    | Van/naar                 | Begin huur       | Einde huur       |
| ------------------- | ---------------- | ------------------------ | ---------------- | ---------------- |
| Uitgaand            |                  |                          |                  |                  |
| Wallace             | Brazilië         | Grêmio                   | 7 januari 2016   | 30 juni 2017     |
| Charly Musonda jr.  | België           | Real Betis               | 1 juli 2016      | 21 december 2016 |
| Nathan Aké          | Nederland        | Bournemouth              | 1 juli 2016      | 30 juni 2017     |
| Lewis Baker         | Engeland         | Vitesse                  | 1 juli 2016      | 30 juni 2017     |
| Nathan              | Brazilië         | Vitesse                  | 1 juli 2016      | 30 juni 2017     |
| Mitchell Beeney     | Engeland         | Crawley Town             | 1 juli 2016      | 30 juni 2017     |
| Andreas Christensen | Denemarken       | Borussia Mönchengladbach | 1 juli 2016      | 30 juni 2017     |
| Joao Rodríguez      | Colombia         | Santa Fe                 | 1 juli 2016      | 30 juni 2017     |
| Jérémie Boga        | Frankrijk        | Granada                  | 6 juli 2016      | 30 juni 2017     |
| Tomáš Kalas         | Tsjechië         | Fulham FC                | 13 juli 2016     | 30 juni 2017     |
| Kasey Palmer        | Engeland         | Huddersfield Town        | 15 juli 2016     | 30 juni 2017     |
| Alex Kiwomya        | Engeland         | Crewe Alexandra          | 20 juli 2016     | 30 juni 2017     |
| Victorien Angban    | Ivoorkust        | Granada                  | 22 juli 2016     | 30 juni 2017     |
| Matej Delač         | Kroatië          | Excel Moeskroen          | 22 juli 2016     | 30 juni 2017     |
| Baba Rahman         | Ghana            | FC Schalke 04            | 2 augustus 2016  | 30 juni 2017     |
| Tammy Abraham       | Engeland         | Bristol City             | 5 augustus 2016  | 30 juni 2017     |
| Jordan Houghton     | Engeland         | Doncaster Rovers         | 6 augustus 2016  | 3 januari 2017   |
| Alex Davey          | Schotland        | Crawley Town             | 11 augustus 2016 | 3 januari 2017   |
| Bertrand Traoré     | Burkina Faso     | Ajax                     | 12 augustus 2016 | 30 juni 2017     |
| Danilo Pantić       | Servië           | Excelsior Rotterdam      | 12 augustus 2016 | 30 juni 2017     |
| Michael Hector      | Jamaica          | Eintracht Frankfurt      | 14 augustus 2016 | 30 juni 2017     |
| Jamal Blackman      | Engeland         | Wycombe Wanderers        | 15 augustus 2016 | 3 januari 2017   |
| Isaiah Brown        | Engeland         | Rotherham United         | 15 augustus 2016 | 30 juni 2017     |
| Loïc Rémy           | Frankrijk        | Crystal Palace           | 29 augustus 2016 | 30 juni 2017     |
| Islam Feruz         | Schotland        | Excel Moeskroen          | 31 augustus 2016 | 6 januari 2017   |
| Matt Miazga         | Verenigde Staten | Vitesse                  | 31 augustus 2016 | 30 juni 2017     |
| Juan Cuadrado       | Colombia         | Juventus                 | 31 augustus 2016 | 30 juni 2017     |
| Jake Clarke-Salter  | Engeland         | Bristol Rovers           | 31 augustus 2016 | 30 juni 2017     |
| Islam Feruz         | Schotland        | Swindon Town             | 11 januari 2017  | 30 juni 2017     |
| Fikayo Tomori       | Canada           | Brighton & Hove Albion   | 23 januari 2017  | 30 juni 2017     |

### Winter
| Naam               | Nationaliteit   | Van/naar              | Prijs        |
| ------------------ | --------------- | --------------------- | ------------ |
| Uitgaand           |                 |                       |              |
| Oscar              | Brazilië        | Shanghai SIPG         | € 60.000.000 |
| Branislav Ivanović | Servië          | Zenit Sint-Petersburg | Transfervrij |
| John Obi Mikel     | Nigeria         | Tianjin Teda          | Transfervrij |
| Miro Muheim        | Zwitserland     | FC Zürich             | Transfervrij |
| Patrick Bamford    | Engeland        | Middlesbrough         | € 6.800.000  |
| Dion Conroy        | Engeland        | Swindon Town          | niet bekend  |
| Miro Muheim        | Zwitserland     | FC Zürich             | Transfervrij |
| TOTAAL INKOMEN:    | TOTAAL INKOMEN: | TOTAAL INKOMEN:       | € 66.800.000 |

## Premier League

### Wedstrijden
| Wedstrijddetails                                       | Thuisploeg                                                    | Uitslag                     | Uitploeg                              | Opstelling | Kaarten                                                    |
| ------------------------------------------------------ | ------------------------------------------------------------- | --------------------------- | ------------------------------------- | --- | ---------------------------------------------------------- |
| Heenronde                                              |                                                               |                             |                                       | |                                                            |
| 15 augustus 2016 21:00 Stamford Bridge Londen          | Chelsea FC                                                    | 2-1                         | West Ham United                       | Courtois Ivanović, Cahill, Terry, Azpilicueta Oscar (85' Batshuayi), Kanté, Matić Willian (80' Pedro), Costa, Hazard (85' Moses)                 | 3' Kanté 19' Costa 75' Azpilicueta 90+2' Matić 90+3' Pedro |
| 15 augustus 2016 21:00 Stamford Bridge Londen          | 47' Hazard (pen.) 89' Costa                                   | 1-0 1-1 2-1                 | 77' Collins                           | Courtois Ivanović, Cahill, Terry, Azpilicueta Oscar (85' Batshuayi), Kanté, Matić Willian (80' Pedro), Costa, Hazard (85' Moses)                 | 3' Kanté 19' Costa 75' Azpilicueta 90+2' Matić 90+3' Pedro |
| 20 augustus 2016 16:00 Vicarage Road Watford           | Watford FC                                                    | 1-2                         | Chelsea FC                            | Courtois Ivanović, Cahill, Terry, Azpilicueta Oscar (73' Batshuayi), Kanté, Matić (78' Fàbregas) Pedro (71' Moses), Costa, Hazard                | 20' Cahill 56' Costa 90+2' Hazard                          |
| 20 augustus 2016 16:00 Vicarage Road Watford           | 55' Capoue                                                    | 1-0 1-1 1-2                 | 80' Batshuayi 87' Costa               | Courtois Ivanović, Cahill, Terry, Azpilicueta Oscar (73' Batshuayi), Kanté, Matić (78' Fàbregas) Pedro (71' Moses), Costa, Hazard                | 20' Cahill 56' Costa 90+2' Hazard                          |
| 27 augustus 2016 16:00 Stamford Bridge Londen          | Chelsea FC                                                    | 3-0                         | Burnley FC                            | Courtois Ivanović, Cahill, Terry, Azpilicueta Oscar, Kanté, Matić Willian (77' Moses), Costa (80' Batshuayi), Hazard (81' Pedro)                 | 31' Oscar 44' Ivanović                                     |
| 27 augustus 2016 16:00 Stamford Bridge Londen          | 9' Hazard 41' Willian 89' Moses                               | 1-0 2-0 3-0                 |                                       | Courtois Ivanović, Cahill, Terry, Azpilicueta Oscar, Kanté, Matić Willian (77' Moses), Costa (80' Batshuayi), Hazard (81' Pedro)                 | 31' Oscar 44' Ivanović                                     |
| 11 september 2016 17:00 Liberty Stadium Swansea        | Swansea City                                                  | 2-2                         | Chelsea FC                            | Courtois Ivanović, Cahill, Terry, Azpilicueta Oscar (88' Batshuayi), Kanté, Matić (76' Fàbregas) Willian (77' Moses), Costa, Hazard              | 41' Costa 59' Courtois 89' Hazard 90+2' Terry              |
| 11 september 2016 17:00 Liberty Stadium Swansea        | 59' Sigurðsson (pen.) 62' Fer                                 | 0-1 1-1 2-1 2-2             | 18' Costa 81' Costa                   | Courtois Ivanović, Cahill, Terry, Azpilicueta Oscar (88' Batshuayi), Kanté, Matić (76' Fàbregas) Willian (77' Moses), Costa, Hazard              | 41' Costa 59' Courtois 89' Hazard 90+2' Terry              |
| 16 september 2016 21:00 Stamford Bridge Londen         | Chelsea FC                                                    | 1-2                         | Liverpool FC                          | Courtois Ivanović, Cahill, Luiz, Azpilicueta Kanté, Matić (84' Fàbregas), Oscar (84' Pedro) Willian (84' Moses), Costa, Hazard                   | 45+1' Willian                                              |
| 16 september 2016 21:00 Stamford Bridge Londen         | 61' Costa                                                     | 0-1 0-2 1-2                 | 17' Lovren 36' Henderson              | Courtois Ivanović, Cahill, Luiz, Azpilicueta Kanté, Matić (84' Fàbregas), Oscar (84' Pedro) Willian (84' Moses), Costa, Hazard                   | 45+1' Willian                                              |
| 24 september 2016 18:30 Emirates Stadium Londen        | Arsenal FC                                                    | 3-0                         | Chelsea FC                            | Courtois Ivanović, Cahill, Luiz, Azpilicueta Fàbregas (55' Alonso), Kanté, Matić Willian (70' Pedro), Costa, Hazard (71' Batshuayi)              | 28' Ivanović 83' Costa                                     |
| 24 september 2016 18:30 Emirates Stadium Londen        | 11' Sánchez 14' Walcott 40' Özil                              | 1-0 2-0 3-0                 |                                       | Courtois Ivanović, Cahill, Luiz, Azpilicueta Fàbregas (55' Alonso), Kanté, Matić Willian (70' Pedro), Costa, Hazard (71' Batshuayi)              | 28' Ivanović 83' Costa                                     |
| 1 oktober 2016 16:00 KCOM Stadium Hull                 | Hull City                                                     | 0-2                         | Chelsea FC                            | Courtois Azpilicueta, Luiz, Cahill Moses (85' Pedro), Kanté, Matić, Alonso Willian (89' Chalobah), Costa, Hazard (81' Oscar)                     | 35' Moses 41' Matić                                        |
| 1 oktober 2016 16:00 KCOM Stadium Hull                 |                                                               | 0-1 0-2                     | 61' Willian 67' Costa                 | Courtois Azpilicueta, Luiz, Cahill Moses (85' Pedro), Kanté, Matić, Alonso Willian (89' Chalobah), Costa, Hazard (81' Oscar)                     | 35' Moses 41' Matić                                        |
| 15 oktober 2016 13:30 Stamford Bridge Londen           | Chelsea FC                                                    | 3-0                         | Leicester City                        | Courtois Azpilicueta, Luiz, Cahill Moses (82' Aina), Kanté, Matić, Alonso Pedro (68' Chalobah), Costa, Hazard (82' Loftus-Cheek)                 | 51' Azpilicueta                                            |
| 15 oktober 2016 13:30 Stamford Bridge Londen           | 7' Costa 33' Hazard 80' Moses                                 | 1-0 2-0 3-0                 |                                       | Courtois Azpilicueta, Luiz, Cahill Moses (82' Aina), Kanté, Matić, Alonso Pedro (68' Chalobah), Costa, Hazard (82' Loftus-Cheek)                 | 51' Azpilicueta                                            |
| 23 oktober 2016 17:00 Stamford Bridge Londen           | Chelsea FC                                                    | 4-0                         | Manchester United                     | Courtois Azpilicueta, Luiz, Cahill Moses, Kanté, Matić, Alonso Pedro (71' Chalobah), Costa (78' Batshuayi), Hazard (78' Willian)                 | 1' Pedro 41' Luiz 66' Alonso                               |
| 23 oktober 2016 17:00 Stamford Bridge Londen           | 1' Pedro 21' Cahill 62' Hazard 70' Kanté                      | 1-0 2-0 3-0 4-0             |                                       | Courtois Azpilicueta, Luiz, Cahill Moses, Kanté, Matić, Alonso Pedro (71' Chalobah), Costa (78' Batshuayi), Hazard (78' Willian)                 | 1' Pedro 41' Luiz 66' Alonso                               |
| 30 oktober 2016 17:00 St. Mary's Stadium Southampton   | Southampton FC                                                | 0-2                         | Chelsea FC                            | Courtois Azpilicueta, Luiz, Cahill Moses (87' Ivanović), Kanté, Matić, Alonso Pedro (78' Willian), Costa (89' Batshuayi), Hazard                 |                                                            |
| 30 oktober 2016 17:00 St. Mary's Stadium Southampton   |                                                               | 0-1 0-2                     | 6' Hazard 55' Costa                   | Courtois Azpilicueta, Luiz, Cahill Moses (87' Ivanović), Kanté, Matić, Alonso Pedro (78' Willian), Costa (89' Batshuayi), Hazard                 |                                                            |
| 5 november 2016 18:30 Stamford Bridge Londen           | Chelsea FC                                                    | 5-0                         | Everton FC                            | Courtois Azpilicueta, Luiz, Cahill (84' Terry) Moses, Kanté, Matić, Alonso Pedro (71' Oscar), Costa, Hazard (80' Batshuayi)                      |                                                            |
| 5 november 2016 18:30 Stamford Bridge Londen           | 19' Hazard 20' Alonso 42' Costa 56' Hazard 65' Pedro          | 1-0 2-0 3-0 4-0 5-0         |                                       | Courtois Azpilicueta, Luiz, Cahill (84' Terry) Moses, Kanté, Matić, Alonso Pedro (71' Oscar), Costa, Hazard (80' Batshuayi)                      |                                                            |
| 20 november 2016 17:00 Riverside Stadium Middlesbrough | Middlesbrough FC                                              | 0-1                         | Chelsea FC                            | Courtois Azpilicueta, Luiz, Cahill Moses (90' Ivanović), Kanté, Matić, Alonso Pedro (80' Chalobah), Costa, Hazard (90+2' Oscar)                  | 51' Azpilicueta 64' Luiz 73' Kanté                         |
| 20 november 2016 17:00 Riverside Stadium Middlesbrough |                                                               | 0-1                         | 41' Costa                             | Courtois Azpilicueta, Luiz, Cahill Moses (90' Ivanović), Kanté, Matić, Alonso Pedro (80' Chalobah), Costa, Hazard (90+2' Oscar)                  | 51' Azpilicueta 64' Luiz 73' Kanté                         |
| 26 november 2016 18:30 Stamford Bridge Londen          | Chelsea FC                                                    | 2-1                         | Tottenham Hotspur                     | Courtois Azpilicueta, Luiz, Cahill Moses (81' Ivanović), Kanté, Matić, Alonso Pedro (83' Oscar), Costa, Hazard (77' Willian)                     | 19' Luiz 85' Willian                                       |
| 26 november 2016 18:30 Stamford Bridge Londen          | 45' Pedro 51' Moses                                           | 0-1 1-1 2-1                 | 11' Eriksen                           | Courtois Azpilicueta, Luiz, Cahill Moses (81' Ivanović), Kanté, Matić, Alonso Pedro (83' Oscar), Costa, Hazard (77' Willian)                     | 19' Luiz 85' Willian                                       |
| 3 december 2016 13:30 Etihad Stadium Manchester        | Manchester City                                               | 1-3                         | Chelsea FC                            | Courtois Azpilicueta, Luiz, Cahill Moses, Kanté, Fàbregas, Alonso Pedro (50' Willian), Costa (85' Chalobah), Hazard (90+4' Batshuayi)            | 49' Kanté 90+8' Chalobah 90+8' Fàbregas                    |
| 3 december 2016 13:30 Etihad Stadium Manchester        | 45' Cahill (own)                                              | 1-0 1-1 1-2 1-3             | 60' Costa 70' Willian 90' Hazard      | Courtois Azpilicueta, Luiz, Cahill Moses, Kanté, Fàbregas, Alonso Pedro (50' Willian), Costa (85' Chalobah), Hazard (90+4' Batshuayi)            | 49' Kanté 90+8' Chalobah 90+8' Fàbregas                    |
| 11 december 2016 13:00 Stamford Bridge Londen          | Chelsea FC                                                    | 1-0                         | West Bromwich Albion                  | Courtois Azpilicueta, Luiz, Cahill Moses (74' Fàbregas), Kanté, Matić, Alonso Pedro (63' Willian), Costa, Hazard (79' Ivanović)                  | 48' Kanté 88' Matić                                        |
| 11 december 2016 13:00 Stamford Bridge Londen          | 76' Costa                                                     | 1-0                         |                                       | Courtois Azpilicueta, Luiz, Cahill Moses (74' Fàbregas), Kanté, Matić, Alonso Pedro (63' Willian), Costa, Hazard (79' Ivanović)                  | 48' Kanté 88' Matić                                        |
| 14 december 2016 20:45 Stadium of Light Sunderland     | Sunderland                                                    | 0-1                         | Chelsea FC                            | Courtois Azpilicueta, Luiz, Cahill Moses (90+3' Ivanović), Kanté, Fàbregas, Alonso Willian (89' Chalobah), Costa, Pedro (76' Matić)              | 56' Pedro 90+2' Moses                                      |
| 14 december 2016 20:45 Stadium of Light Sunderland     |                                                               | 0-1                         | 40' Fàbregas                          | Courtois Azpilicueta, Luiz, Cahill Moses (90+3' Ivanović), Kanté, Fàbregas, Alonso Willian (89' Chalobah), Costa, Pedro (76' Matić)              | 56' Pedro 90+2' Moses                                      |
| 17 december 2016 13:30 Selhurst Park Londen            | Crystal Palace                                                | 0-1                         | Chelsea FC                            | Courtois Azpilicueta, Luiz, Cahill Moses (79' Ivanović), Kanté, Matić, Alonso Willian (64' Fàbregas), Costa (89' Batshuayi), Hazard              | 22' Costa 60' Kanté 90+2' Fàbregas                         |
| 17 december 2016 13:30 Selhurst Park Londen            |                                                               | 0-1                         | 43' Costa                             | Courtois Azpilicueta, Luiz, Cahill Moses (79' Ivanović), Kanté, Matić, Alonso Willian (64' Fàbregas), Costa (89' Batshuayi), Hazard              | 22' Costa 60' Kanté 90+2' Fàbregas                         |
| 26 december 2016 16:00 Stamford Bridge Londen          | Chelsea FC                                                    | 3-0                         | Bournemouth                           | Courtois Azpilicueta, Luiz, Cahill Moses (90' Aina), Fàbregas, Matić, Alonso Willian (83' Chalobah), Hazard (90+4' Batshuayi), Pedro             | 63' Pedro                                                  |
| 26 december 2016 16:00 Stamford Bridge Londen          | 24' Pedro 49' Hazard (pen.) 90+3' Pedro                       | 1-0 2-0 3-0                 |                                       | Courtois Azpilicueta, Luiz, Cahill Moses (90' Aina), Fàbregas, Matić, Alonso Willian (83' Chalobah), Hazard (90+4' Batshuayi), Pedro             | 63' Pedro                                                  |
| 31 december 2016 16:00 Stamford Bridge Londen          | Chelsea FC                                                    | 4-2                         | Stoke City                            | Courtois Azpilicueta, Luiz, Cahill Moses (82' Ivanović), Fàbregas (73' Matić), Kanté, Alonso Willian (84' Chalobah), Costa, Hazard               | 24' Moses 59' Fàbregas 70' Alonso                          |
| 31 december 2016 16:00 Stamford Bridge Londen          | 34' Cahill 57' Willian 65' Willian 85' Costa                  | 1-0 1-1 2-1 2-2 3-2 4-2     | 46' Martins Indi 64' Crouch           | Courtois Azpilicueta, Luiz, Cahill Moses (82' Ivanović), Fàbregas (73' Matić), Kanté, Alonso Willian (84' Chalobah), Costa, Hazard               | 24' Moses 59' Fàbregas 70' Alonso                          |
| Terugronde                                             |                                                               |                             |                                       | |                                                            |
| 4 januari 2017 21:00 White Hart Lane Londen            | Tottenham Hotspur                                             | 2-0                         | Chelsea FC                            | Courtois Azpilicueta, Luiz, Cahill Moses (85' Batshuayi), Kanté (79' Fàbregas), Matić, Alonso (65' Willian) Pedro, Costa, Hazard                 | 18' Pedro 38' Cahill                                       |
| 4 januari 2017 21:00 White Hart Lane Londen            | 45+1' Alli 54' Alli                                           | 1-0 2-0                     |                                       | Courtois Azpilicueta, Luiz, Cahill Moses (85' Batshuayi), Kanté (79' Fàbregas), Matić, Alonso (65' Willian) Pedro, Costa, Hazard                 | 18' Pedro 38' Cahill                                       |
| 14 januari 2017 18:30 King Power Stadium Leicester     | Leicester City                                                | 0-3                         | Chelsea FC                            | Courtois Azpilicueta, Luiz, Cahill Moses, Kanté, Matić, Alonso Willian (84' Batshuayi), Hazard (79' Fàbregas), Pedro (84' Loftus-Cheek)          |                                                            |
| 14 januari 2017 18:30 King Power Stadium Leicester     |                                                               | 0-1 0-2 0-3                 | 6' Alonso 51' Alonso 71' Pedro        | Courtois Azpilicueta, Luiz, Cahill Moses, Kanté, Matić, Alonso Willian (84' Batshuayi), Hazard (79' Fàbregas), Pedro (84' Loftus-Cheek)          |                                                            |
| 22 januari 2017 17:30 Stamford Bridge Londen           | Chelsea FC                                                    | 2-0                         | Hull City                             | Courtois Azpilicueta, Luiz, Cahill Moses, Kanté, Matić, Alonso Pedro (71' Willian), Costa (87' Batshuayi), Hazard (71' Fàbregas)                 | 43' Kanté                                                  |
| 22 januari 2017 17:30 Stamford Bridge Londen           | 45+7' Costa 81' Cahill                                        | 1-0 2-0                     |                                       | Courtois Azpilicueta, Luiz, Cahill Moses, Kanté, Matić, Alonso Pedro (71' Willian), Costa (87' Batshuayi), Hazard (71' Fàbregas)                 | 43' Kanté                                                  |
| 31 januari 2017 21:00 Anfield Liverpool                | Liverpool FC                                                  | 1-1                         | Chelsea FC                            | Courtois Azpilicueta, Luiz, Cahill Moses, Kanté, Matić, Alonso Willian (83' Fàbregas), Costa (90+4' Batshuayi), Hazard (72' Pedro)               | 79' Willian                                                |
| 31 januari 2017 21:00 Anfield Liverpool                | 57' Wijnaldum                                                 | 0-1 1-1                     | 24' Luiz                              | Courtois Azpilicueta, Luiz, Cahill Moses, Kanté, Matić, Alonso Willian (83' Fàbregas), Costa (90+4' Batshuayi), Hazard (72' Pedro)               | 79' Willian                                                |
| 4 februari 2017 13:30 Stamford Bridge Londen           | Chelsea FC                                                    | 3-1                         | Arsenal FC                            | Courtois Azpilicueta, Luiz, Cahill Moses (88' Zouma), Kanté, Matić, Alonso Pedro (84' Willian), Costa, Hazard (84' Fàbregas)                     | 70' Matić                                                  |
| 4 februari 2017 13:30 Stamford Bridge Londen           | 13' Alonso 53' Hazard 85' Fàbregas                            | 1-0 2-0 3-0 3-1             | 90+1' Giroud                          | Courtois Azpilicueta, Luiz, Cahill Moses (88' Zouma), Kanté, Matić, Alonso Pedro (84' Willian), Costa, Hazard (84' Fàbregas)                     | 70' Matić                                                  |
| 12 februari 2017 14:30 Turf Moor Burnley               | Burnley FC                                                    | 1-1                         | Chelsea FC                            | Courtois Azpilicueta, Luiz, Cahill Moses (72' Willian), Kanté, Matić (67' Fàbregas), Alonso Pedro (87' Batshuayi), Costa, Hazard                 | 75' Luiz 89' Fàbregas                                      |
| 12 februari 2017 14:30 Turf Moor Burnley               | 24' Brady                                                     | 0-1 1-1                     | 7' Pedro                              | Courtois Azpilicueta, Luiz, Cahill Moses (72' Willian), Kanté, Matić (67' Fàbregas), Alonso Pedro (87' Batshuayi), Costa, Hazard                 | 75' Luiz 89' Fàbregas                                      |
| 25 februari 2017 16:00 Stamford Bridge Londen          | Chelsea FC                                                    | 3-1                         | Swansea City                          | Courtois Azpilicueta, Luiz, Cahill Moses (85' Zouma), Kanté, Fàbregas, Alonso Pedro (76' Matić), Costa, Hazard (85' Willian)                     | 75' Luiz                                                   |
| 25 februari 2017 16:00 Stamford Bridge Londen          | 19' Fàbregas 72' Pedro 84' Costa                              | 1-0 1-1 2-1 3-1             | 45+2' Llorente                        | Courtois Azpilicueta, Luiz, Cahill Moses (85' Zouma), Kanté, Fàbregas, Alonso Pedro (76' Matić), Costa, Hazard (85' Willian)                     | 75' Luiz                                                   |
| 6 maart 2017 21:00 London Stadium Londen               | West Ham United                                               | 1-2                         | Chelsea FC                            | Courtois Azpilicueta, Luiz, Cahill Moses (76' Zouma), Fàbregas, Kanté, Alonso Pedro (65' Matić), Costa, Hazard (75' Willian)                     | 45+2' Fàbregas                                             |
| 6 maart 2017 21:00 London Stadium Londen               | 90+2' Lanzini                                                 | 0-1 0-2 1-2                 | 25' Hazard 50' Costa                  | Courtois Azpilicueta, Luiz, Cahill Moses (76' Zouma), Fàbregas, Kanté, Alonso Pedro (65' Matić), Costa, Hazard (75' Willian)                     | 45+2' Fàbregas                                             |
| 18 maart 2017 16:00 Britannia Stadium Stoke-on-Trent   | Stoke City                                                    | 1-2                         | Chelsea FC                            | Courtois Azpilicueta, Luiz, Cahill Moses (70' Fàbregas), Kanté, Matić (82' Loftus-Cheek), Alonso Willian (88' Zouma), Costa, Pedro               | 17' Costa 90+4' Fàbregas                                   |
| 18 maart 2017 16:00 Britannia Stadium Stoke-on-Trent   | 38' Walters (pen.)                                            | 0-1 1-1 1-2                 | 13' Willian 87' Cahill                | Courtois Azpilicueta, Luiz, Cahill Moses (70' Fàbregas), Kanté, Matić (82' Loftus-Cheek), Alonso Willian (88' Zouma), Costa, Pedro               | 17' Costa 90+4' Fàbregas                                   |
| 1 april 2017 16:00 Stamford Bridge Londen              | Chelsea FC                                                    | 1-2                         | Crystal Palace                        | Courtois Azpilicueta, Luiz, Cahill Pedro, Kanté, Matić (59' Willian), Alonso (74' Batshuayi) Fàbregas (90+7' Loftus-Cheek), Costa, Hazard        | 50' Costa 79' Cahill 83' Luiz                              |
| 1 april 2017 16:00 Stamford Bridge Londen              | 5' Fàbregas                                                   | 1-0 1-1 1-2                 | 9' Zaha 11' Benteke                   | Courtois Azpilicueta, Luiz, Cahill Pedro, Kanté, Matić (59' Willian), Alonso (74' Batshuayi) Fàbregas (90+7' Loftus-Cheek), Costa, Hazard        | 50' Costa 79' Cahill 83' Luiz                              |
| 5 april 2017 21:00 Stamford Bridge Londen              | Chelsea FC                                                    | 2-1                         | Manchester City                       | Courtois Zouma (46' Matić), Luiz, Cahill Azpilicueta, Kanté, Fàbregas (81' Willian), Alonso Pedro, Costa, Hazard (90' Loftus-Cheek)              | 90+3' Kanté                                                |
| 5 april 2017 21:00 Stamford Bridge Londen              | 10' Hazard 35' Hazard                                         | 1-0 1-1 2-1                 | 26' Agüero                            | Courtois Zouma (46' Matić), Luiz, Cahill Azpilicueta, Kanté, Fàbregas (81' Willian), Alonso Pedro, Costa, Hazard (90' Loftus-Cheek)              | 90+3' Kanté                                                |
| 8 april 2017 18:30 Vitality Stadium Bournemouth        | Bournemouth                                                   | 1-3                         | Chelsea FC                            | Courtois Azpilicueta, Luiz, Cahill Moses (90+2' Zouma), Kanté, Matić, Alonso Pedro (88' Willian), Costa, Hazard (84' Fàbregas)                   | 8' Moses 58' Kanté 74' Pedro                               |
| 8 april 2017 18:30 Vitality Stadium Bournemouth        | 42' King                                                      | 0-1 0-2 1-2 1-3             | 17' Smith (own) 20' Hazard 68' Alonso | Courtois Azpilicueta, Luiz, Cahill Moses (90+2' Zouma), Kanté, Matić, Alonso Pedro (88' Willian), Costa, Hazard (84' Fàbregas)                   | 8' Moses 58' Kanté 74' Pedro                               |
| 16 april 2017 17:00 Old Trafford Manchester            | Manchester United                                             | 2-0                         | Chelsea FC                            | Begović Zouma (83' Loftus-Cheek), Luiz, Cahill Moses (54' Fàbregas), Kanté, Matić (66' Willian), Azpilicueta Pedro, Costa, Hazard (84' Fàbregas) | 33' Costa 48' Cahill 90' Fàbregas                          |
| 16 april 2017 17:00 Old Trafford Manchester            | 7' Rashford 49' Herrera                                       | 1-0 2-0                     |                                       | Begović Zouma (83' Loftus-Cheek), Luiz, Cahill Moses (54' Fàbregas), Kanté, Matić (66' Willian), Azpilicueta Pedro, Costa, Hazard (84' Fàbregas) | 33' Costa 48' Cahill 90' Fàbregas                          |
| 25 april 2017 20:45 Stamford Bridge Londen             | Chelsea FC                                                    | 4-2                         | Southampton FC                        | Courtois Azpilicueta, Luiz, Cahill Moses (86' Terry), Kanté, Matić, Alonso Fàbregas (77' Pedro), Costa, Hazard (90' Willian)                     | 40' Kanté 49' Fàbregas                                     |
| 25 april 2017 20:45 Stamford Bridge Londen             | 5' Hazard 45+1' Cahill 53' Costa 89' Costa                    | 1-0 1-1 2-1 3-1 4-1 4-2     | 24' Romeu 90+4' Bertrand              | Courtois Azpilicueta, Luiz, Cahill Moses (86' Terry), Kanté, Matić, Alonso Fàbregas (77' Pedro), Costa, Hazard (90' Willian)                     | 40' Kanté 49' Fàbregas                                     |
| 30 april 2017 15:05 Goodison Park Liverpool            | Everton FC                                                    | 0-3                         | Chelsea FC                            | Courtois Azpilicueta, Luiz (82' Aké), Cahill Moses, Kanté, Matić, Alonso Pedro (82' Fàbregas), Costa, Hazard (85' Willian)                       | 35' Cahill 40' Azpilicueta 56' Costa 75' Hazard            |
| 30 april 2017 15:05 Goodison Park Liverpool            |                                                               | 0-1 0-2 0-3                 | 66' Pedro 79' Cahill 86' Willian      | Courtois Azpilicueta, Luiz (82' Aké), Cahill Moses, Kanté, Matić, Alonso Pedro (82' Fàbregas), Costa, Hazard (85' Willian)                       | 35' Cahill 40' Azpilicueta 56' Costa 75' Hazard            |
| 8 mei 2017 21:00 Stamford Bridge Londen                | Chelsea FC                                                    | 3-0                         | Middlesbrough FC                      | Courtois Azpilicueta, Luiz (84' Terry), Cahill Moses, Fàbregas, Matić, Alonso Pedro (81' Chalobah), Costa, Hazard (72' Willian)                  |                                                            |
| 8 mei 2017 21:00 Stamford Bridge Londen                | 23' Costa 34' Alonso 65' Matić                                | 1-0 2-0 3-0                 |                                       | Courtois Azpilicueta, Luiz (84' Terry), Cahill Moses, Fàbregas, Matić, Alonso Pedro (81' Chalobah), Costa, Hazard (72' Willian)                  |                                                            |
| 12 mei 2017 21:00 The Hawthorns West Bromwich          | West Bromwich Albion                                          | 0-1                         | Chelsea FC                            | Courtois Azpilicueta, Luiz, Cahill Moses (86' Zouma), Fàbregas, Matić, Alonso Pedro (76' Batshuayi), Costa, Hazard (75' Willian)                 |                                                            |
| 12 mei 2017 21:00 The Hawthorns West Bromwich          |                                                               | 0-1                         | 82' Batshuayi                         | Courtois Azpilicueta, Luiz, Cahill Moses (86' Zouma), Fàbregas, Matić, Alonso Pedro (76' Batshuayi), Costa, Hazard (75' Willian)                 |                                                            |
| 15 mei 2017 21:00 Stamford Bridge Londen               | Chelsea FC                                                    | 4-3                         | Watford FC                            | Begović Zouma, Terry, Aké Azpilicueta, Kanté, Chalobah (79' Fàbregas), Kenedy (75' Aina) Willian, Batshuayi (84' Pedro), Hazard                  | 30' Aké 58' Chalobah                                       |
| 15 mei 2017 21:00 Stamford Bridge Londen               | 22' Terry 36' Azpilicueta 49' Batshuayi 88' Fàbregas          | 1-0 1-1 2-1 3-1 3-2 3-3 4-3 | 24' Capoue 51' Janmaat 74' Okaka      | Begović Zouma, Terry, Aké Azpilicueta, Kanté, Chalobah (79' Fàbregas), Kenedy (75' Aina) Willian, Batshuayi (84' Pedro), Hazard                  | 30' Aké 58' Chalobah                                       |
| 21 mei 2017 16:00 Stamford Bridge Londen               | Chelsea FC                                                    | 5-1                         | Sunderland                            | Courtois Azpilicueta, Luiz, Terry (28' Cahill) Moses, Fàbregas, Kanté, Alonso Willian, Costa (62' Batshuayi), Hazard (71' Pedro)                 | 38' Costa                                                  |
| 21 mei 2017 16:00 Stamford Bridge Londen               | 8' Willian 61' Hazard 77' Pedro 90' Batshuayi 90+2' Batshuayi | 0-1 1-1 2-1 3-1 4-1 5-1     | 3' Manquillo                          | Courtois Azpilicueta, Luiz, Terry (28' Cahill) Moses, Fàbregas, Kanté, Alonso Willian, Costa (62' Batshuayi), Hazard (71' Pedro)                 | 38' Costa                                                  |

### Overzicht
| Speeldag  | 1 | 2 | 3 | 4  | 5  | 6  | 7  | 8  | 9  | 10 | 11 | 12 | 13 | 14 | 15 | 16 | 17 | 18 | 19 | 20 | 21 | 22 | 23 | 24 | 25 | 26 | 27 | 28 | 29 | 30 | 31 | 32 | 33 | 34 | 35 | 36 | 37 | 38 |
| --------- | - | - | - | -- | -- | -- | -- | -- | -- | -- | -- | -- | -- | -- | -- | -- | -- | -- | -- | -- | -- | -- | -- | -- | -- | -- | -- | -- | -- | -- | -- | -- | -- | -- | -- | -- | -- | -- |
| Resultaat | w | w | w | g  | v  | v  | w  | w  | w  | w  | w  | w  | w  | w  | w  | w  | w  | w  | w  | v  | w  | w  | g  | w  | g  | w  | w  | w  | v  | w  | w  | v  | w  | w  | w  | w  | w  | w  |
| Punten    | 3 | 6 | 9 | 10 | 10 | 10 | 13 | 16 | 19 | 22 | 25 | 28 | 31 | 34 | 37 | 40 | 43 | 46 | 49 | 49 | 52 | 55 | 56 | 59 | 60 | 63 | 66 | 69 | 69 | 72 | 75 | 75 | 78 | 81 | 84 | 87 | 90 | 93 |
| Positie   | 3 | 4 | 2 | 2  | 5  | 8  | 7  | 5  | 4  | 4  | 2  | 1  | 1  | 1  | 1  | 1  | 1  | 1  | 1  | 1  | 1  | 1  | 1  | 1  | 1  | 1  | 1  | 1  | 1  | 1  | 1  | 1  | 1  | 1  | 1  | 1  | 1  | 1  |

## FA Cup
| FA Cup                                                |                                                         |                         |                           | |                               |
| Wedstrijddetails                                      | Thuisploeg                                              | Uitslag                 | Uitploeg                  | Opstelling | Kaarten                       |
| 1/32 finale                                           |                                                         |                         |                           | |                               |
| 8 januari 2017 16:00 Stamford Bridge Londen           | Chelsea FC                                              | 4-1                     | Peterborough United (III) | Begović Zouma, Terry, Cahill (57' Aina) Ivanović, Chalobah, Fàbregas, Loftus-Cheek (70' Azpilicueta) Willian (73' Kanté), Batshuayi, Pedro | 24' Fàbregas 67' Terry        |
| 8 januari 2017 16:00 Stamford Bridge Londen           | 18' Pedro 43' Batshuayi 52' Willian 75' Pedro           | 1-0 2-0 3-0 3-1 4-1     | 70' Nichols               | Begović Zouma, Terry, Cahill (57' Aina) Ivanović, Chalobah, Fàbregas, Loftus-Cheek (70' Azpilicueta) Willian (73' Kanté), Batshuayi, Pedro | 24' Fàbregas 67' Terry        |
| 1/16 finale                                           |                                                         |                         |                           | |                               |
| 28 januari 2017 16:00 Stamford Bridge Londen          | Chelsea FC                                              | 4-0                     | Brentford FC (II)         | Begović Zouma, Terry, Azpilicueta (71' Kenedy) Pedro (76' Costa), Fàbregas, Chalobah, Aké Willian (64' Ivanović), Batshuayi, Loftus-Cheek  | 89' Chalobah                  |
| 28 januari 2017 16:00 Stamford Bridge Londen          | 14' Willian 21' Pedro 69' Ivanović 81' Batshuayi (pen.) | 1-0 2-0 3-0 4-0         |                           | Begović Zouma, Terry, Azpilicueta (71' Kenedy) Pedro (76' Costa), Fàbregas, Chalobah, Aké Willian (64' Ivanović), Batshuayi, Loftus-Cheek  | 89' Chalobah                  |
| 1/8 finale                                            |                                                         |                         |                           | |                               |
| 18 februari 2017 18:30 Molineux Stadium Wolverhampton | Wolverhampton Wanderers (II)                            | 0-2                     | Chelsea FC                | Begović Zouma, Terry, Aké Moses, Fàbregas, Chalobah, Pedro (73' Azpilicueta) Willian (80' Kanté), Costa, Hazard (86' Loftus-Cheek)         | 49' Pedro                     |
| 18 februari 2017 18:30 Molineux Stadium Wolverhampton |                                                         | 0-1 0-2                 | 65' Pedro 89' Costa       | Begović Zouma, Terry, Aké Moses, Fàbregas, Chalobah, Pedro (73' Azpilicueta) Willian (80' Kanté), Costa, Hazard (86' Loftus-Cheek)         | 49' Pedro                     |
| Kwartfinale                                           |                                                         |                         |                           | |                               |
| 13 maart 2017 20:45 Stamford Bridge Londen            | Chelsea FC                                              | 1-0                     | Manchester United         | Courtoisć Azpilicueta, Luiz, Cahill Moses (89' Zouma), Kanté, Matić, Alonso Willian (81' Fàbregas), Costa (90+4' Batshuayi) Hazard         | 87' Costa                     |
| 13 maart 2017 20:45 Stamford Bridge Londen            | 51' Kanté                                               | 1-0                     |                           | Courtoisć Azpilicueta, Luiz, Cahill Moses (89' Zouma), Kanté, Matić, Alonso Willian (81' Fàbregas), Costa (90+4' Batshuayi) Hazard         | 87' Costa                     |
| Halve finale                                          |                                                         |                         |                           | |                               |
| 22 april 2017 18:15 Wembley Stadium Londen            | Chelsea FC                                              | 4-2                     | Tottenham Hotspur         | Courtois Azpilicueta, Luiz, Aké Moses, Kanté, Matić, Alonso Willian (61' Hazard), Batshuayi (61' Costa), Pedro (74' Fàbregas)              | 45+3' Alonso 90+3' Kanté      |
| 22 april 2017 18:15 Wembley Stadium Londen            | 5' Willian 43' Willian (pen.) 75' Hazard 80' Matić      | 1-0 1-1 2-1 2-2 3-2 4-2 | 18' Kane 52' Alli         | Courtois Azpilicueta, Luiz, Aké Moses, Kanté, Matić, Alonso Willian (61' Hazard), Batshuayi (61' Costa), Pedro (74' Fàbregas)              | 45+3' Alonso 90+3' Kanté      |
| Finale                                                |                                                         |                         |                           | |                               |
| 27 mei 2017 18:30 Wembley Stadium Londen              | Arsenal FC                                              | 2-1                     | Chelsea FC                | Courtois Azpilicueta, Luiz, Cahill Moses, Kanté, Matić (61' Fàbregas), Alonso Pedro (72' Willian), Costa (88' Batshuayi), Hazard           | 57' Moses 59' Kanté 68' Moses |
| 27 mei 2017 18:30 Wembley Stadium Londen              | 4' Sánchez 79' Ramsey                                   | 1-0 1-1 2-1             | 76' Costa                 | Courtois Azpilicueta, Luiz, Cahill Moses, Kanté, Matić (61' Fàbregas), Alonso Pedro (72' Willian), Costa (88' Batshuayi), Hazard           | 57' Moses 59' Kanté 68' Moses |

## League Cup
| League Cup                                           |                                       |                         |                                                        | |                     |
| Wedstrijddetails                                     | Thuisploeg                            | Uitslag                 | Uitploeg                                               | Opstelling | Kaarten             |
| 1/32 finale                                          |                                       |                         |                                                        | |                     |
| 23 augustus 2016 20:45 Stamford Bridge Londen        | Chelsea FC                            | 3-2                     | Bristol Rovers (III)                                   | Begović Aina (77' Terry), Ivanović, Cahill, Azpilicueta Fàbregas, Matić, Loftus-Cheek (82' Oscar) Moses, Batshuayi, Pedro (75' Hazard)  | 48' Pedro           |
| 23 augustus 2016 20:45 Stamford Bridge Londen        | 29' Batshuayi 31' Moses 41' Batshuayi | 1-0 2-0 2-1 3-1 3-2     | 35' Hartley 48' Harrison (pen.)                        | Begović Aina (77' Terry), Ivanović, Cahill, Azpilicueta Fàbregas, Matić, Loftus-Cheek (82' Oscar) Moses, Batshuayi, Pedro (75' Hazard)  | 48' Pedro           |
| 1/16 finale                                          |                                       |                         |                                                        | |                     |
| 20 september 2016 20:45 King Power Stadium Leicester | Leicester City                        | 2-4                     | Chelsea FC                                             | Begović Azpilicueta, Cahill, Luiz, Alonso Fàbregas, Matić, Loftus-Cheek (67' Costa) Moses, Batshuayi (80' Chalobah), Pedro (89' Hazard) | 83' Matić 109' Luiz |
| 20 september 2016 20:45 King Power Stadium Leicester | 17' Okazaki 34' Okazaki               | 1-0 2-0 2-1 2-2 2-3 2-4 | 45+2' Cahill 49' Azpilicueta 92' Fàbregas 94' Fàbregas | Begović Azpilicueta, Cahill, Luiz, Alonso Fàbregas, Matić, Loftus-Cheek (67' Costa) Moses, Batshuayi (80' Chalobah), Pedro (89' Hazard) | 83' Matić 109' Luiz |
| 1/8 finale                                           |                                       |                         |                                                        | |                     |
| 26 oktober 2016 20:45 London Stadium Londen          | West Ham United                       | 2-1                     | Chelsea FC                                             | Begović Luiz, Cahill, Terry Aina (67' Pedro), Kanté, Chalobah (63' Hazard), Azpilicueta Willian, Batshuayi (54' Costa), Oscar           |                     |
| 26 oktober 2016 20:45 London Stadium Londen          | 11' Kouyaté 48' Fernandes             | 1-0 2-0 2-1             | 90+4' Cahill                                           | Begović Luiz, Cahill, Terry Aina (67' Pedro), Kanté, Chalobah (63' Hazard), Azpilicueta Willian, Batshuayi (54' Costa), Oscar           |                     |

## Statistieken
De speler met de meeste wedstrijden is in het groen aangeduid, de speler met de meeste doelpunten in het geel.
| Nr. | Naam               | Premier League | Premier League | FA Cup | FA Cup | League Cup | League Cup | Totaal | Totaal |
| Nr. | Naam               | Wed            | Goals          | Wed    | Goals  | Wed        | Goals      | Wed    | Goals  |
| --- | ------------------ | -------------- | -------------- | ------ | ------ | ---------- | ---------- | ------ | ------ |
| 1.  | Asmir Begović      | 2              | 0              | 3      | 0      | 3          | 0          | 8      | 0      |
| 2.  | Branislav Ivanović | 13             | 0              | 2      | 1      | 1          | 0          | 16     | 1      |
| 3.  | Marcos Alonso      | 31             | 6              | 3      | 0      | 1          | 0          | 35     | 6      |
| 4.  | Cesc Fàbregas      | 29             | 5              | 6      | 0      | 2          | 2          | 37     | 7      |
| 5.  | Kurt Zouma         | 9              | 0              | 4      | 0      | 0          | 0          | 13     | 0      |
| 6.  | Nathan Aké         | 2              | 0              | 3      | 0      | 0          | 0          | 5      | 0      |
| 7.  | N'Golo Kanté       | 35             | 1              | 5      | 1      | 1          | 0          | 41     | 2      |
| 8.  | Oscar              | 9              | 0              | 0      | 0      | 2          | 0          | 11     | 0      |
| 10. | Eden Hazard        | 36             | 16             | 4      | 1      | 3          | 0          | 43     | 17     |
| 11. | Pedro              | 35             | 10             | 5      | 4      | 3          | 0          | 43     | 14     |
| 12. | John Obi Mikel     | 0              | 0              | 0      | 0      | 0          | 0          | 0      | 0      |
| 13. | Thibaut Courtois   | 36             | 0              | 3      | 0      | 0          | 0          | 39     | 0      |
| 14. | Ruben Loftus-Cheek | 6              | 0              | 3      | 0      | 2          | 0          | 11     | 0      |
| 15. | Victor Moses       | 34             | 3              | 4      | 0      | 2          | 1          | 40     | 4      |
| 16. | Kenedy             | 1              | 0              | 1      | 0      | 0          | 0          | 2      | 0      |
| 19. | Diego Costa        | 35             | 20             | 5      | 2      | 2          | 0          | 42     | 22     |
| 21. | Nemanja Matić      | 35             | 1              | 3      | 1      | 2          | 0          | 40     | 2      |
| 22. | Willian            | 34             | 8              | 6      | 4      | 1          | 0          | 41     | 12     |
| 23. | Michy Batshuayi    | 20             | 5              | 5      | 2      | 3          | 2          | 28     | 9      |
| 24. | Gary Cahill        | 37             | 6              | 3      | 0      | 3          | 2          | 43     | 8      |
| 26. | John Terry         | 9              | 1              | 3      | 0      | 2          | 0          | 14     | 1      |
| 28. | César Azpilicueta  | 38             | 1              | 6      | 0      | 3          | 1          | 47     | 2      |
| 29. | Nathaniel Chalobah | 10             | 0              | 3      | 0      | 2          | 0          | 15     | 0      |
| 30. | David Luiz         | 33             | 1              | 3      | 0      | 2          | 0          | 38     | 1      |
| 33. | Fikayo Tomori      | 0              | 0              | 0      | 0      | 0          | 0          | 0      | 0      |
| 34. | Ola Aina           | 3              | 0              | 1      | 0      | 2          | 0          | 6      | 0      |
| 37. | Eduardo            | 0              | 0              | 0      | 0      | 0          | 0          | 0      | 0      |

## Afbeeldingen

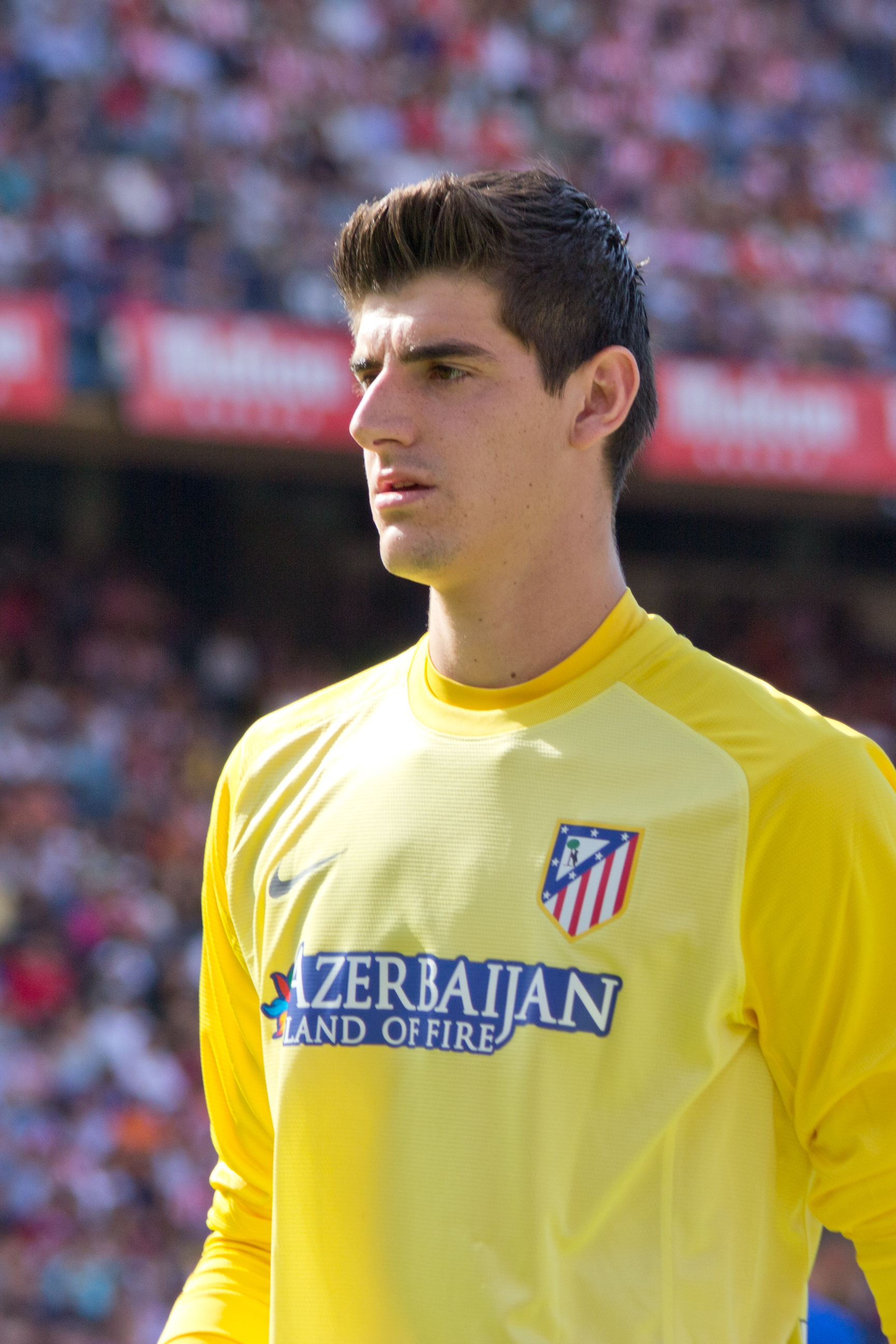
Thibaut Courtois (doelman)
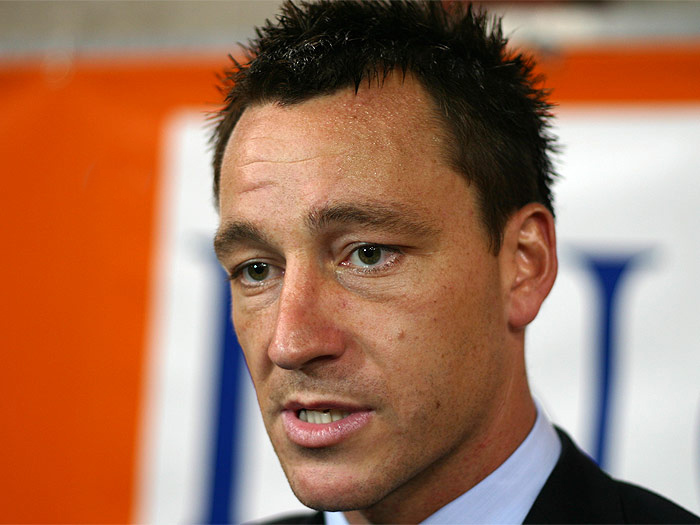
John Terry (verdediger)
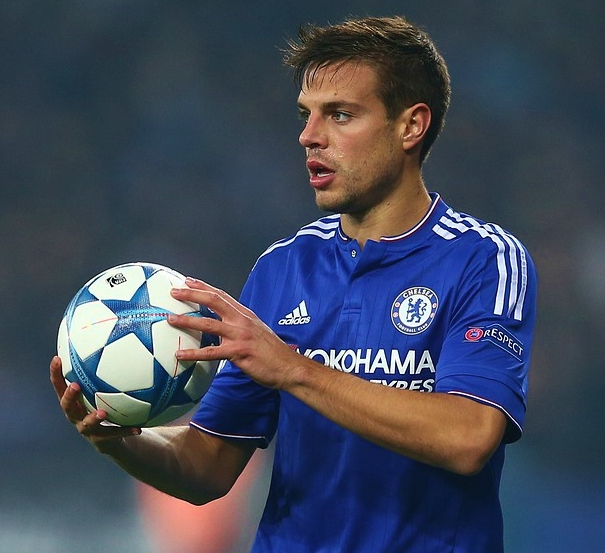
César Azpilicueta (verdediger)
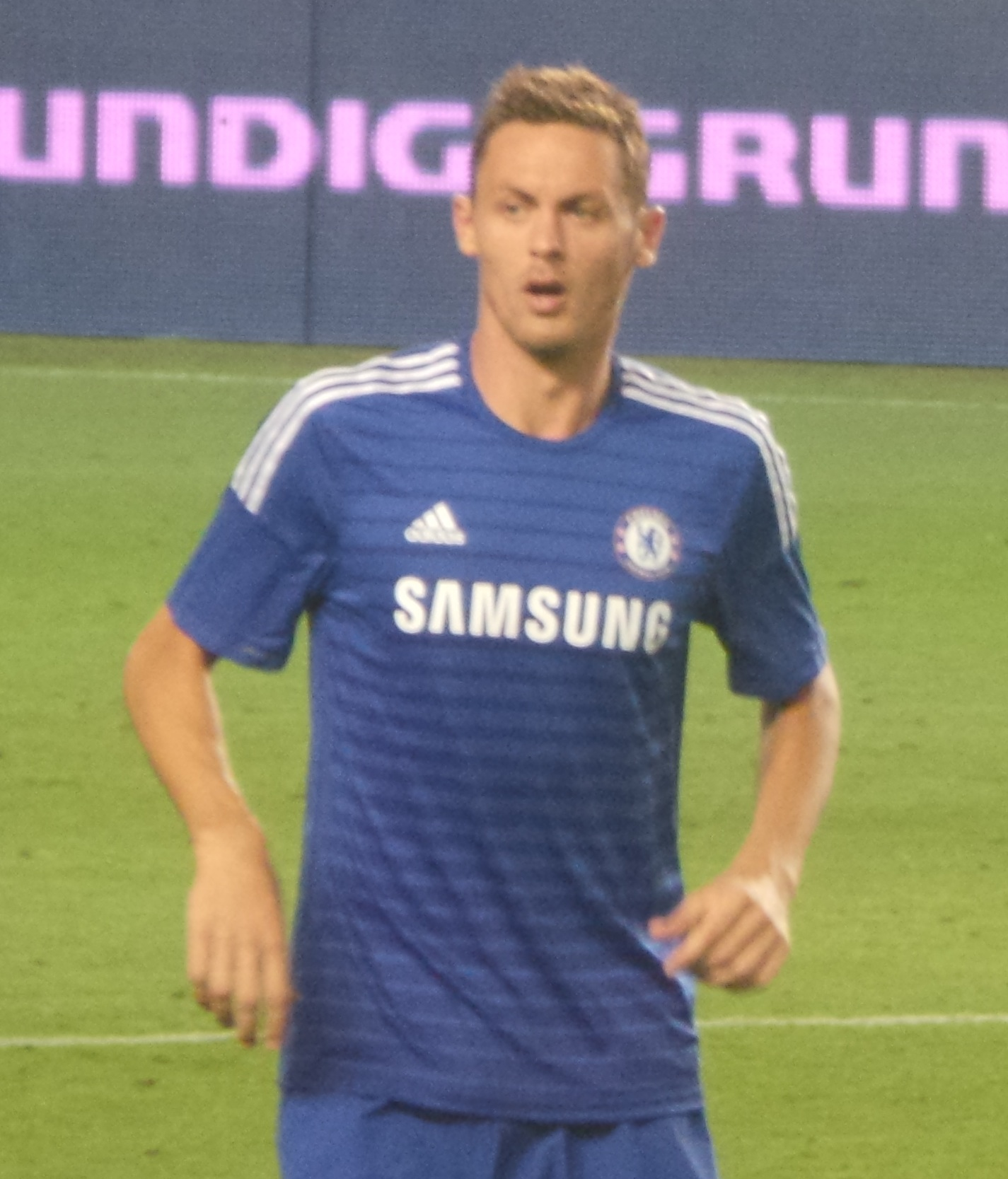
Nemanja Matić (middenvelder)
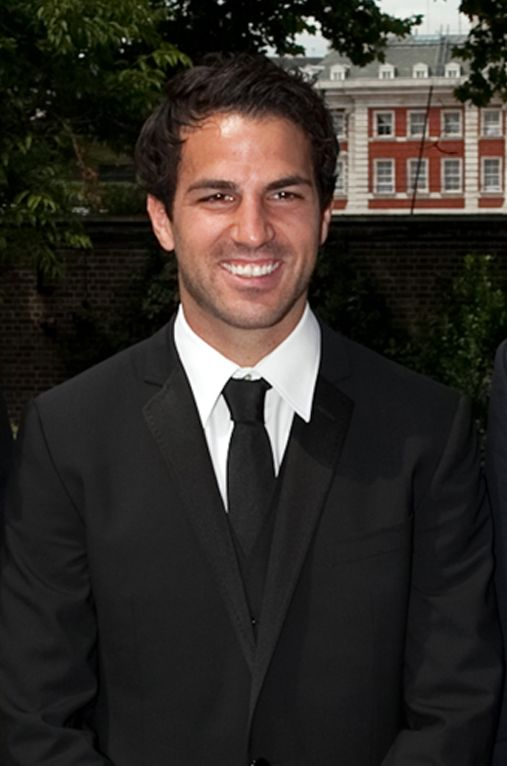
Cesc Fàbregas (middenvelder)
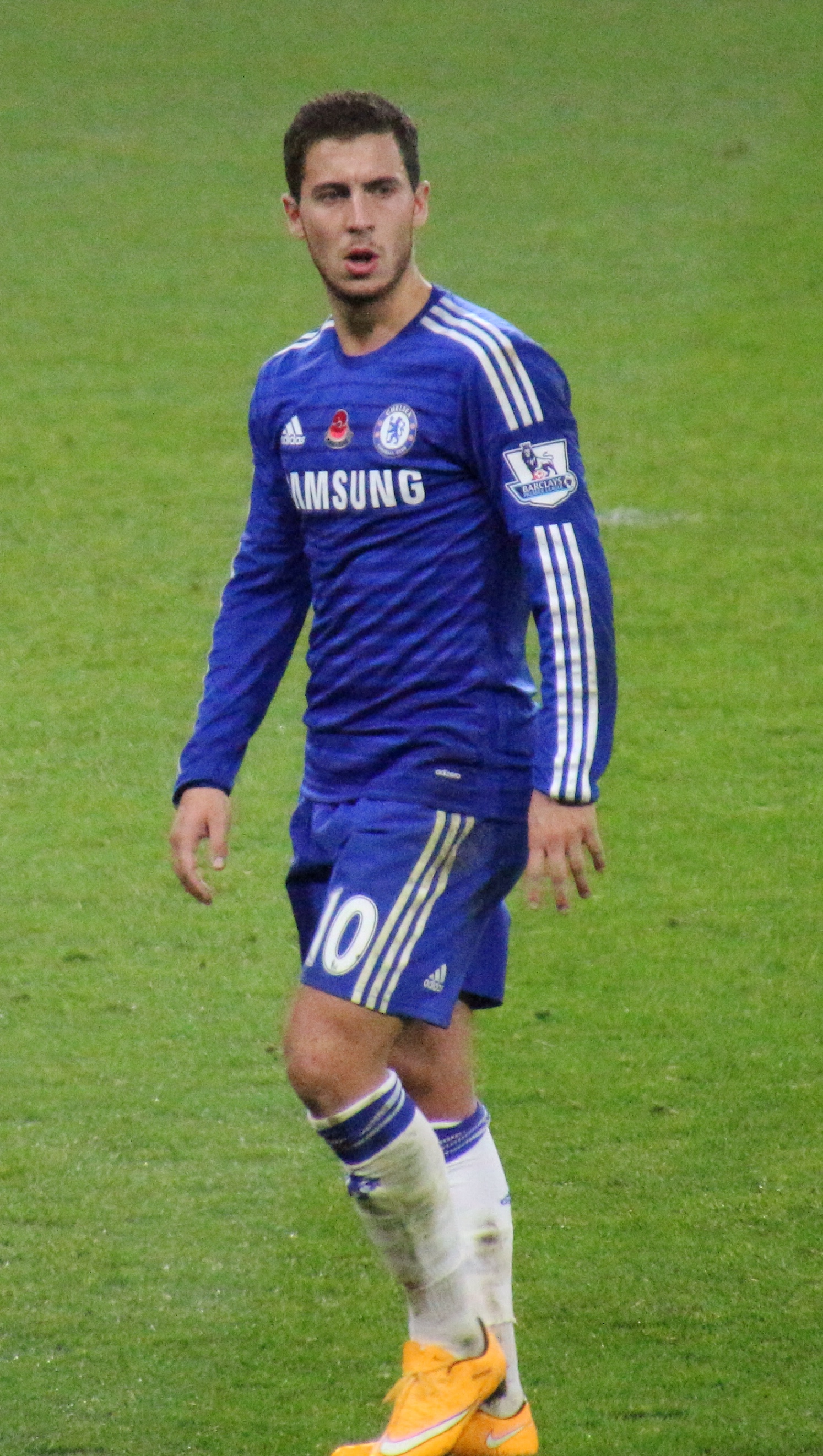
Eden Hazard (middenvelder)
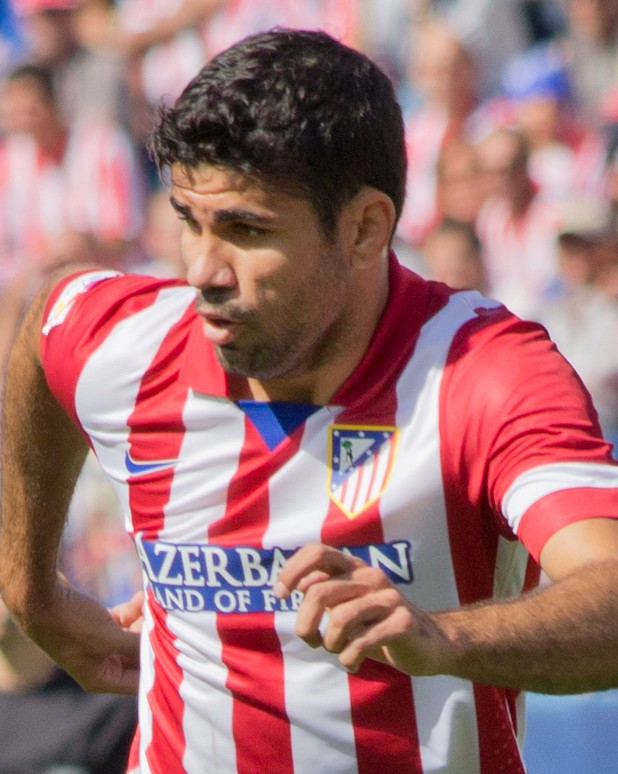
Diego Costa (aanvaller)
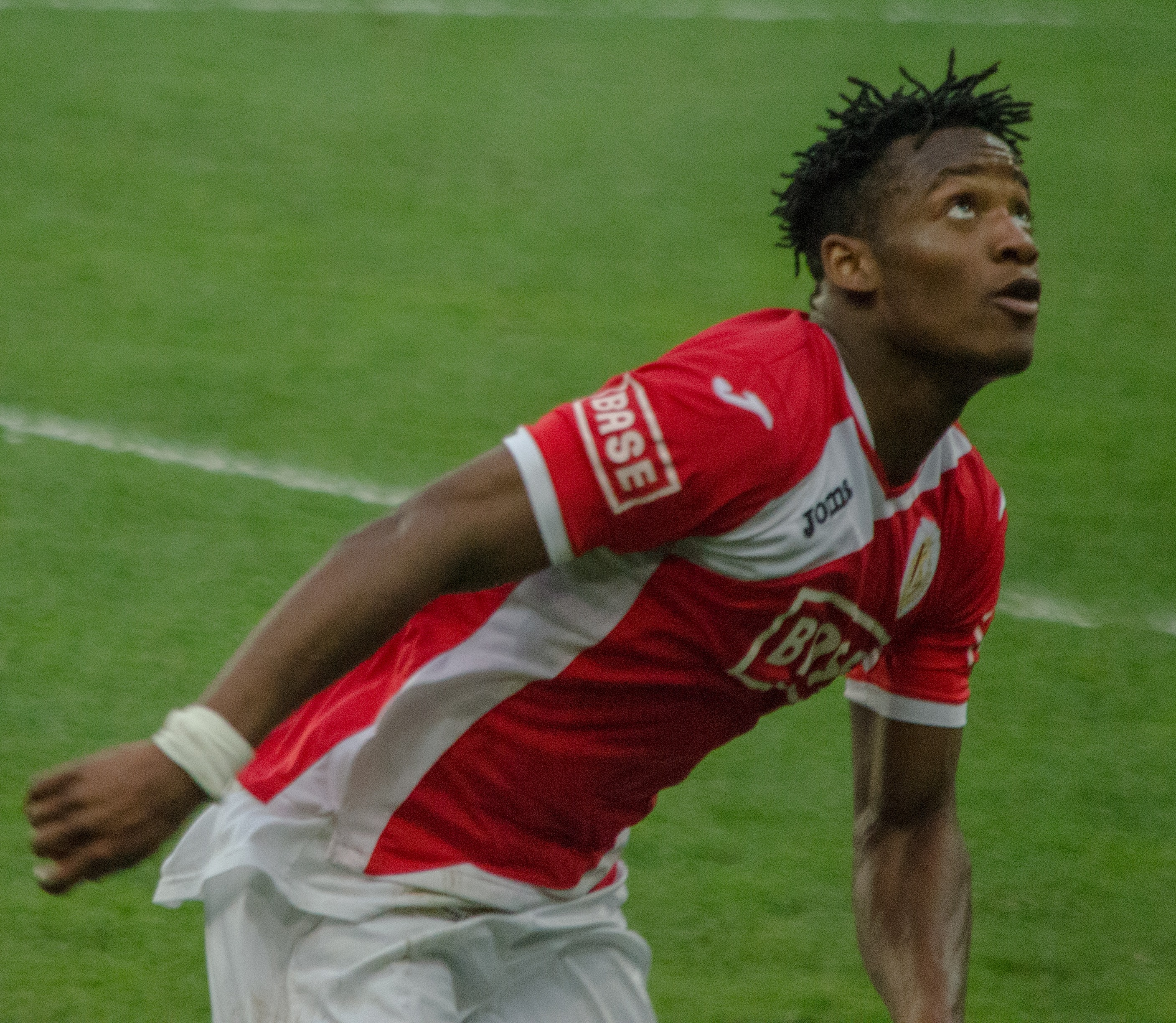
Michy Batshuayi (aanvaller)